# UFRaw
UFRaw (en inglés: Unidentified Flying Raw) es una aplicación con la que se puede leer y manipular imágenes en formato RAW, generadas por numerosas cámaras digitales. UFRaw está disponible tanto como una utilidad ejecutable como un plugin para GIMP (excepto para el sistema Windows). Como una aplicación ejecutable, UFRaw se puede invocar como una interfaz gráfica, o como una utilidad de tratamiento por lotes en la línea de órdenes.
UFRaw lee imágenes en crudo, utilizando Dcraw como motor, y gestiona el suporte del color mediante LittleCMS, permitiéndole al usuario aplicar perfiles de descripción del color de entrada, de impresión, y de pantalla.
Gracias a la adaptabilidad de Dcraw, UFRaw da soporte a casi todos los tipos de ficheros de imágenes en crudo utilizados por la mayoría de fabricantes de cámaras digitales.